# Bartłomiej (Riemow)
Bartłomiej, imię świeckie Nikołaj Fiodorowicz Riemow (ur. 21 września?/3 października 1888 w Moskwie, zm. 26 czerwca 1935 tamże) – rosyjski biskup prawosławny, a następnie katolicki obrządku bizantyjsko-rosyjskiego.

## Życiorys

### Wczesna działalność
Był synem kapłana prawosławnego. Wykształcenie teologiczne uzyskał w seminarium duchownym w Moskwie, a następnie w Moskiewskiej Akademii Duchownej, gdzie w 1912 obronił dysertację kandydacką. Wieczyste śluby mnisze złożył 10 czerwca 1911 w pustelni św. Zozyma i Smoleńskiej Ikony Matki Bożej przed rektorem akademii, biskupem wołokołamskim Teodorem. Był uczniem duchowym mnichów Pustelni - uznanych następnie za świętych ihumena Germana oraz hieroschimnicha Aleksego.
Święcenia diakonatu przyjął 23 czerwca tego samego roku, zaś 18 lutego 1912 został wyświęcony na kapłana. W 1913 obronił pracę magisterską poświęconą Księdze Habakuka i został zatrudniony w Moskiewskiej Akademii Duchownej jako docent w katedrze Pisma Świętego Starego Testamentu. Od 1916 profesor nadzwyczajny, był równocześnie dziekanem cerkwi w Siergijew Posadzie, zaś od 1919 - proboszczem akademickiej cerkwi Opieki Matki Bożej, wtedy też został archimandrytą.

### Aresztowania, kierowanie tajną wspólnotą mniszą
6 września 1920 został aresztowany pod zarzutem podburzania ludności wygłoszonym w III niedzielę Wielkiego Postu kazaniem oraz członkostwa w Związku Obrony Ławry Troicko-Siergijewskiej, który według oskarżycieli miał na celu przekształcenie klasztoru w centrum oporu przeciwko bolszewikom. W lutym 1921 zwolniono go z uwagi na zły stan zdrowia. 28 lipca tego samego roku patriarcha Tichon wyświęcił go na biskupa siergijewskiego, wikariusza eparchii moskiewskiej.
Gdy w 1923 Ławra Troicko-Siergijewska została przez rząd zlikwidowana, biskup Bartłomiej stanął na czele wspólnoty Monasteru Wysoko-Pietrowskiego, od 1918 formalnie nieistniejącego. W tajnej wspólnocie, którą zgromadził przy czynnych (jako parafialne) cerkwiach dawnego monasteru, zgromadził znaczną liczbę mnichów, przyjmując do niej m.in. zakonników zlikwidowanej Pustelni św. Zozyma i Smoleńskiej Ikony Matki Bożej. Zyskał wśród wierzących sławę świętego starca, przyjmował do wspólnoty kolejnych kandydatów do życia zakonnego, założył także tajny monaster żeński.
W 1928 został aresztowany pod zarzutem ukrywania szpiega, w więzieniu zgodził się współpracować z OGPU. Po opuszczeniu więzienia został proboszczem cerkwi Narodzenia Matki Bożej w Moskwie w rejonie twerskim, przy której ponownie zgromadził nielegalną wspólnotę mniszą. Była to największa taka nielegalna organizacja w ZSRR. Krytycznie odnosił się do działalności zastępcy locum tenens Patriarchatu Moskiewskiego metropolity Sergiusza i jego polityki lojalności wobec władz radzieckich, twierdził, że działania Sergiusza inspirowały władze.

### Duchowny katolicki
Od 1928 znał katolickiego administratora apostolskiego w Moskwie, biskupa Pie'a Eugène'a Neveu. Postanowił przejść na katolicyzm, by nie wypełniać wcześniejszego zobowiązania do współpracy z OGPU. Konwersji dokonał w tajemnicy w 1932. W 1933 Kościół katolicki utworzył tytularne biskupstwo siergijewskie i potwierdził prawo Bartłomieja (Riemowa) do posługiwania się tym tytułem. Uczynił go biskupem pomocniczym administratora apostolskiego w Moskwie, odpowiedzialnego za opiekę nad katolikami obrządku bizantyjsko-rosyjskiego. W dalszej perspektywie przewidywano dla niego rolę patriarchy tegoż obrządku, pozostającego w unii z Rzymem. Duchowny nadal kierował w Moskwie tajną wspólnotą zakonną.
21 lutego 1935 został aresztowany na terenie dawnego Monasteru Wysoko-Pietrowskiego i uwięziony na Butyrkach. Oskarżono go o zdradę i naruszenie obowiązków służbowych związanych ze współpracą ze służbami bezpieczeństwa, zarzucając, iż zamiast rozpracowywać katolickiego administratora apostolskiego przyłączył się do prowadzonej przez niego "walki z władzą radziecką". Jako dowody w sprawie potraktowano listy, które biskup wysyłał do Rzymu i stamtąd otrzymywał. W czasie śledztwa duchowny przyznał się do winy, złożył również zeznania obciążające część jego duchowych uczniów. Został skazany na śmierć i rozstrzelany.